# The Champ (computerspel)
The Champ is een computerspel dat werd uitgeven door Linel. In 1989 kwam het spel uit voor de platforms Commodore Amiga en de Commodore 64. Twee jaar later kwam een versie uit voor de ZX Spectrum. 

## Gameplay
Het spel is een side-scrolling boksspel waarbij de speler beschikt over elf moves. Het spel begint in een steeg waarbij waar de speler moet vechten. Zodra de speler een manager heeft kan hij trainen met behulp van een bokszak, sparren en een springtouw. Uiteindelijk kan de speler kleine partijen vechten en voor een titel strijden. Het spel kan met een of twee spelers gespeeld worden. Het spel is Engelstalig.

## Platform
| jaar | platform            |
| ---- | ------------------- |
| 1989 | Amiga, Commodore 64 |
| 1991 | ZX Spectrum         |

## Ontvangst
| Beoordeeld door | Jaar | Platform     | Score |
| --------------- | ---- | ------------ | ----- |
| ACE 23          | 1989 | Amiga        | 72%   |
| Amiga Format 2  | 1989 | Amiga        | 48%   |
| AUI Vol 3 No 9  | 1989 | Amiga        | 6/10  |
| CU Amiga-64     | 1989 | Amiga        | 67%   |
| Zzap!64         | 1990 | Commodore 64 | 74%   |